# Yevdokia Petrovna Rostopchina
Yevdokia Petrovna Rostopchina (tiếng Nga: Евдокия Петровна Ростопчина, 23 tháng 12 năm 1811 – 3 tháng 12 năm 1858) – nữ nhà thơ Nga, là một trong những nhà thơ nữ đầu tiên của Nga.

## Tiểu sử
Mồ côi mẹ năm lên 6 tuổi, Yevdokia Sushkova (Rostopchina là họ sau khi lấy chồng) cùng với hai em trai sống với ông ngoại. Cô bé Yevdokia ham mê đọc sách và học tiếng Đức, tiếng Pháp, tiếng Ý, tiếng Anh.
Năm 1831 Pyotr Vyazemsky, một người bạn của Yevdokia Sushkova, đem bài thơ Talisman của cô in ở cuốn lịch thư "Severnye Tsvety" (Những bông hoa phương Bắc). Năm 1833 Yevdokia Sushkova lấy chồng, Bá tước Andrey Rostopchina, con trai của một vị tướng giàu có. Năm 1836 gia đình chuyển về Sankt-Peterburg, Yevdokia Rostopchina tham gia xã hội quý tộc ở thủ đô, bắt đầu in thơ và được các nhà thơ nổi tiếng như Puskin, Lermontov, Zhukovsky khen ngợi. Năm 1845, trong chuyến đi ra nước ngoài Yevdokia Rostopchina viết bài thơ Насильный брак (Cuộc hôn nhân cưỡng ép) phê phán thái độ của Nga đối với Ba Lan. Sa hoàng Nikolai I cấm Yevdokia Rostopchina trở về Sankt-Peterburg nên thời gian đến trước khi Sa hoàng Nikolai I chết, Yevdokia Rostopchina chỉ sống ở Moskva.
Ngoài sáng tác thơ, Yevdokia Rostopchina còn viết tiểu thuyết tự truyện và dịch thơ nước ngoài ra tiếng Nga. Bà mất năm 1858 ở Moskva.

## Một vài bài thơ
| Тебе одному Нет, не тогда бываю я счастлива, Когда наряд, и ленты, и цветы Блестят на мне, и свежестью красивой Зажгут в тебе влюбленные мечты. И не тогда, как об руку с тобою, Увлечена разгулом молодым, Припав к тебе вскруженной головою,- Мы проскользнуть сквозь вальса вихрь спешим. И не тогда, как оба мы беспечны, Когда наш смех, наш длинный разговор Оживлены веселостью сердечной, И радостно горит наш светлый взор. Счастлива я, когда рукою нежной Я обовьюсь вкруг головы твоей, И ты ко мне прислонишься небрежно, И мы молчим, не разводя очей... Счастлива я, когда любви высокой Святую скорбь вдвоем почуем мы, И думаем о вечности далекой, И ждем ее, взамен житейской тьмы!.. Счастлива я наедине с тобою, Когда забудем мы весь мир земной,- Хранимые свободной тишиною И заняты, ты мной, а я тобой!.. Счастлива я в часы благоговенья, Когда, полна блаженства моего, Я о тебе молюся провиденью И за тебя благодарю его! Звезды полуночи Ye stars, the poetry of Heaven!.. «Childe-Harold» Кому блестите вы, о звезды полуночи? Чей взор прикован к вам с участьем и мечтой, Кто вами восхищен?.. Кто к вам подымет очи, Не засоренные землей! Не хладный астроном, упитанный наукой, Не мистик-астролог вас могут понимать!.. Нет!.. для изящного их дума близорука. Тот испытует вас, тот хочет разгадать. Поэт, один поэт с восторженной душою, С воображением и страстным и живым, Пусть наслаждается бессмертной красотою И вдохновением пусть вас почтит своим! Да женщина еще — мятежное созданье, Рожденное мечтать, сочувствовать, любить,— На небеса глядит, чтоб свет и упованье В душе пугливой пробудить. | Tặng riêng anh Không, không phải em hạnh phúc khi mà Áo quần lộng lẫy, tóc đầy hoa Tỏa sáng trên người em vẻ đẹp Rạo rực trong anh những ước mơ. Cũng không phải khi bàn tay anh Trẻ trung và phóng đãng, ngang tàng Em áp vào người anh mái tóc Lướt qua điệu nhảy thật vội vàng. Cũng không phải khi thật vô tâm Hay khi cười, trò chuyện không ngừng Những câu chuyện chân tình, sôi nổi Ánh mắt ngời lên vẻ hân hoan. Em hạnh phúc khi bàn tay dịu dàng Đem vấn vòng quanh mái tóc anh Anh tựa vào người em lơi lả Ánh mắt không rời, ta lặng im. Em hạnh phúc khi ngọn lửa tình Khi vị đắng cùng cảm nhận chúng mình Ta nghĩ về xa xôi muôn thuở Ta đợi chờ thay đổi bóng đêm. Em hạnh phúc khi hai chúng mình Khi ta quên hết cõi trần gian Ta giữ gìn tự do im lặng Anh chỉ về em, em về anh. Em hạnh phúc khi được tôn sùng Khi ngập tràn hạnh phúc của em Em cầu trời cho anh may mắn Và em thầm cảm tạ trời xanh! Những ngôi sao đêm Ye stars, the poetry of Heaven!.. "Childe-Harold" Lấp lánh cho ai, hở những ngôi sao đêm Ánh mắt ai nhìn với niềm ao ước Ai khâm phục?… Ai ngước nhìn đôi mắt Mà đất đai không làm bẩn ánh nhìn! Không phải nhà thiên văn lạnh lùng vì khoa học Cũng không phải nhà chiêm tinh có thể hiểu ra! Không!… Trước vẻ đẹp yêu kiều họ đều mù lòa Người muốn đoán ra, người ưa thử thách. Chỉ nhà thơ với tấm lòng nhiệt huyết Với sự hình dung sống động, đam mê Có thể thưởng ngoạn vẻ đẹp bất tử kia Và quý trọng những gì gây phấn khích! Vâng, phụ nữ còn là sinh vật nhiệt thành Sinh ra để ước mơ, để yêu và cảm nhận Nhìn lên trời để cho ánh sáng và niềm hy vọng Sẽ khơi lên vẻ run rẩy trong tim. Bản dịch của Nguyễn Viết Thắng. |